# Podochilus
Podochilus là một chi có khoảng 75 loài phong lan biểu sinh giống rêu, phân bố từ Đông Nam Á và Sri Lanka tới New Guinea.

## Danh sách các loài
- Podochilus cultratus
- Podochilus falcatus
- Podochilus microphyllus